# Allgemeines Helvetisches, Eydgenössisches, Oder Schweitzerisches Lexicon

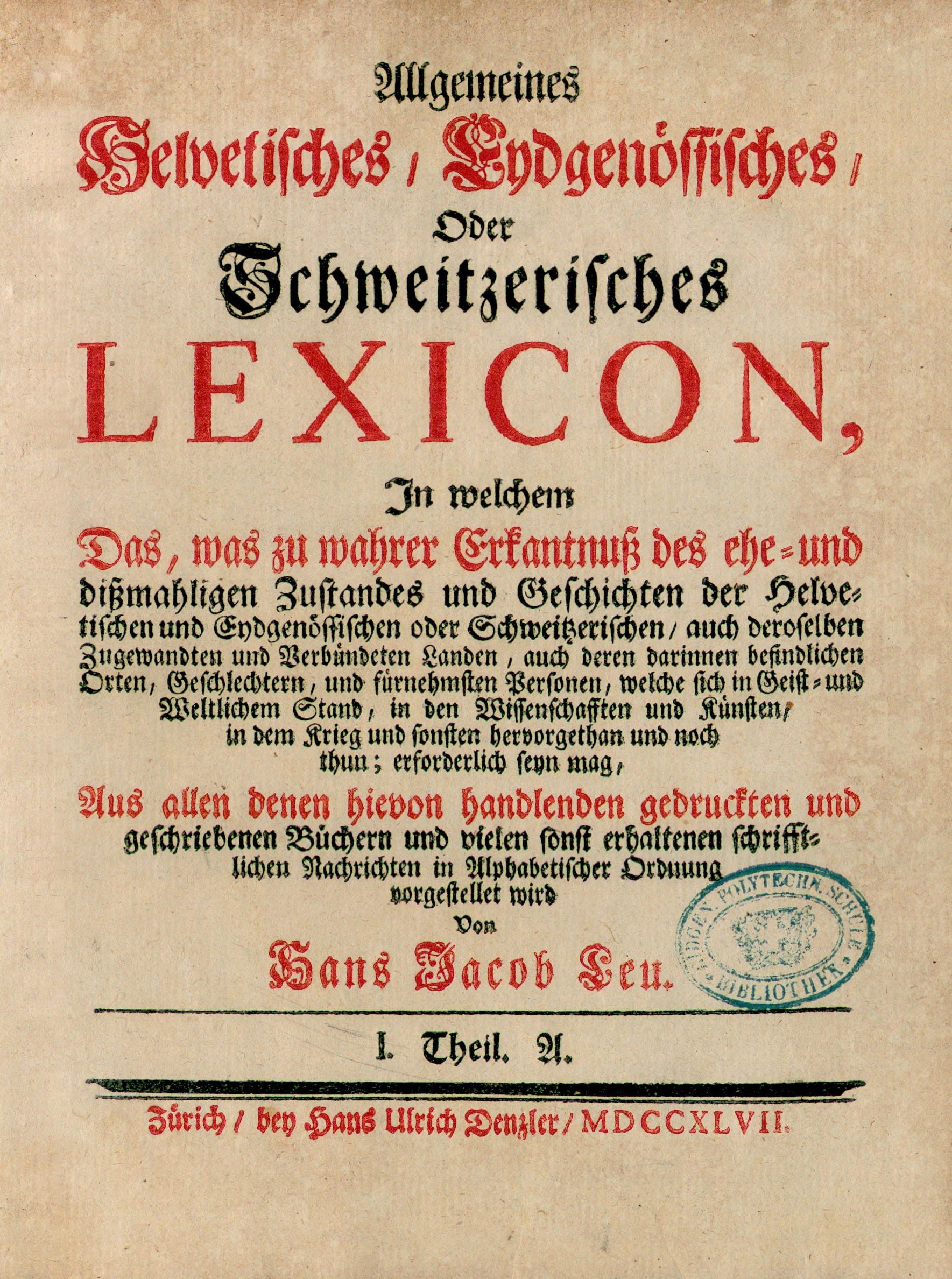
Titelblatt des ersten Bands (1746)

Das Allgemeine Helvetische, Eydgenössische, Oder Schweitzerische Lexicon ist das Hauptwerk des Zürcher Universalgelehrten, Bankiers und späteren Bürgermeisters Johann Jacob Leu (1689–1768).
Ab 1747 publizierte Leu in Zürich bei Denzler im Jahresrhythmus einen neuen Quartband. Er finanzierte alles aus der eigenen Tasche und 1765 war sein topographisch-biographisch-historisches Nachschlagewerk mit 20 Bänden abgeschlossen. Das Werk konnte verhältnismässig schnell erarbeitet werden, weil Leu effizientem Vorgehen den Vorzug vor perfektionistischem gegeben hatte.
Auf 11'368 Seiten in geschätzten rund 20'000 Stichwörtern wurde so ziemlich alles abgehandelt, was die damalige Eidgenossenschaft, deren Untertanengebiete sowie die zugewandten Orte betraf und für Leu und seine Subskribenten von Interesse war.
«Leus Werk […] nennt vorwiegend schweizerische Orte, Familiennamen und einzelne Personen, ferner Bistümer, Gemeine Herrschaften (= Untertanengebiete), Stifte, Klöster, Schlösser, Berge, Täler, Seen oder Bäder. Wesentlich seltener findet man Begriffe aus dem damaligen Recht, aus Politik und Handel oder zur Ethnologie».
Zwischen 1786 und 1795 schuf, ebenfalls im Arbeitsstil Leus, der Apotheker Hans Jakob Holzhalb (1720–1807) sechs Supplementbände mit insgesamt 3'826 Seiten, gedruckt bei Blunschi in Zug.
Eine Microfiche-Ausgabe von Hauptwerk und Supplements ist erschienen im Archiv der europäischen Lexikographie: Abt. 1, Enzyklopädien, Teil 8. Sie umfasst sämtliche 15'347 Seiten.

## Bandübersicht
| Band       | Teil       | Jahr | Digitalisat                                               | Bemerkungen |
| ---------- | ---------- | ---- | --------------------------------------------------------- | ----------- |
| 1          | A          | 1747 | doi:10.3931/e-rara-3835 Direktlink: Digitalisat in e-rara |             |
| 2          | B bis Be   | 1748 | doi:10.3931/e-rara-3835 Direktlink: Digitalisat in e-rara |             |
| 3          | Be bis Bi  | 1748 | doi:10.3931/e-rara-3835 Direktlink: Digitalisat in e-rara |             |
| 4          | Bi bis Ca  | 1750 | doi:10.3931/e-rara-3835 Direktlink: Digitalisat in e-rara |             |
| 5          | C bis D    | 1751 | doi:10.3931/e-rara-3835 Direktlink: Digitalisat in e-rara |             |
| 6          | D bis F    | 1752 | doi:10.3931/e-rara-3835 Direktlink: Digitalisat in e-rara |             |
| 7          | F          | 1753 | doi:10.3931/e-rara-3835 Direktlink: Digitalisat in e-rara |             |
| 8          | Ga bis Go  | 1754 | doi:10.3931/e-rara-3835 Direktlink: Digitalisat in e-rara |             |
| 9          | Go bis He  | 1754 | doi:10.3931/e-rara-3835 Direktlink: Digitalisat in e-rara |             |
| 10         | He bis K   | 1756 | doi:10.3931/e-rara-3835 Direktlink: Digitalisat in e-rara |             |
| 11         | K bis Le   | 1756 | doi:10.3931/e-rara-3835 Direktlink: Digitalisat in e-rara |             |
| 12         | Le bis Me  | 1757 | doi:10.3931/e-rara-3835 Direktlink: Digitalisat in e-rara |             |
| 13         | Me bis N   | 1757 | doi:10.3931/e-rara-3835 Direktlink: Digitalisat in e-rara |             |
| 14         | N bis R    | 1758 | doi:10.3931/e-rara-3835 Direktlink: Digitalisat in e-rara |             |
| 15         | R          | 1759 | doi:10.3931/e-rara-3835 Direktlink: Digitalisat in e-rara |             |
| 16         | Sa bis Se  | 1760 | doi:10.3931/e-rara-3835 Direktlink: Digitalisat in e-rara |             |
| 17         | Se bis T   | 1762 | doi:10.3931/e-rara-3835 Direktlink: Digitalisat in e-rara |             |
| 18         | T, U und V | 1763 | doi:10.3931/e-rara-3835 Direktlink: Digitalisat in e-rara |             |
| 19         | W          | 1764 | doi:10.3931/e-rara-3835 Direktlink: Digitalisat in e-rara |             |
| 20         | X Y Z      | 1765 | doi:10.3931/e-rara-3835 Direktlink: Digitalisat in e-rara |             |
| Supplement | 1, A bis D | 1786 | doi:10.3931/e-rara-3835 Direktlink: Digitalisat in e-rara |             |
| Supplement | 2, D bis H | 1787 | doi:10.3931/e-rara-3835 Direktlink: Digitalisat in e-rara |             |
| Supplement | 3, H bis M | 1788 | doi:10.3931/e-rara-3835 Direktlink: Digitalisat in e-rara |             |
| Supplement | 4, M bis R | 1789 | doi:10.3931/e-rara-3835 Direktlink: Digitalisat in e-rara |             |
| Supplement | 5, R bis T | 1791 | doi:10.3931/e-rara-3835 Direktlink: Digitalisat in e-rara |             |
| Supplement | 6, T bis Z | 1795 | doi:10.3931/e-rara-3835 Direktlink: Digitalisat in e-rara |             |